# Mariano Barufaldi
Mariano Barufaldi nacido el 4 de septiembre de 1992 en la ciudad de Rosario es un futbolista profesional que se desempeña en la posición de Guardameta (fútbol).

## Trayectoria
Es un Guardameta (fútbol)  nacido en la ciudad de Rosario, donde inicio sus primeros pasos en la prestigiosa institución de zona sur el Club Atlético Central Córdoba (Rosario) allí realizó todas sus etapas infantiles y juveniles hasta llegar a los 14 años donde fue adquirido por  Arsenal Fútbol Club para continuar las divisiones juveniles. En el año 2010 fue transferido al Club Atlético Newell's Old Boys bajo la coordinación de Jorge Theiler y Gerardo Martino, allí culminó la división juvenil de la Asociación del Fútbol Argentino e integró los plateles profesionales hasta finales del 2013.
Luego en 2014 tras una pelea judicial con quienes eran sus representantes deportivos obtiene la libertad de decisión y recomienza su carrera en el Torneo Federal B vistiendo la camisa de Huracán de Goya allí logra un buen desempeño deportivo para que luego en el 2015 sea adquirido por el Club Agropecuario Argentino convirtiéndose en uno de los jugadores más valorados dentro de la institución.  
En 2016 logra el ascenso al Torneo Federal A con Club Agropecuario Argentino , consecutivamente el 28 de mayo de 2017 logra el ascenso a Primera B Nacional con Club Agropecuario Argentino
El día 20 de agosto de 2020 se desvincula de la anterior mencionada para convertirse en jugador Bangor City Football Club, equipo que milita la segunda división de Galés Uk por una temporada.
En 2021 radicado en Italia comienza la temporada con el club Associazione Calcio Sangiustese  que milita la Serie D.

## Clubes
| Club                      | País      | Año       |
| ------------------------- | --------- | --------- |
| Huracán de Goya           | Argentina | 2014-2015 |
| Agropecuario              | Argentina | 2015-2020 |
| Bangor City Football Club | Gales     | 2020-2021 |
| ACD Sangiustese           | Italia    | 2021-2022 |

## Palmarés
| Club Agropecuario Argentino | Ganador de Torneo Federal B | 2016 |
| --------------------------- | --------------------------- | ---- |
| Club Agropecuario Argentino | Campeón Torneo Federal A    | 2017 |